# Poecilimon paros
Poecilimon paros is een rechtvleugelig insect uit de familie sabelsprinkhanen (Tettigoniidae). De wetenschappelijke naam van deze soort is voor het eerst geldig gepubliceerd in 1992 door Heller & Reinhold.
1. ↑  (en) Poecilimon paros op de IUCN Red List of Threatened Species.